# CentOS Stream
CentOS Stream è una distribuzione Linux che si trova nel "mezzo del fiume" (midstream) tra lo sviluppo iniziale in Fedora Linux e lo sviluppo successivo per Red Hat Enterprise Linux. CentOS Stream è utilizzato da Meta Platforms e Twitter.

## Storia
La prima versione, CentOS Stream 8, è stata rilasciata il 24 settembre 2019, contemporaneamente a CentOS 8. Quando CentOS 8 è diventato non supportato, il Progetto CentOS ha fornito un modo semplice per convertire da CentOS Linux 8 a CentOS Stream 8. Il 13 gennaio 2021, il consiglio di CentOS ha approvato la creazione di Hyperscale SIG proposto da ingegneri di Meta Platforms, Twitter e Verizon, che si concentra sulla possibilità di implementare CentOS Stream su infrastrutture di grande scala e facilitare la collaborazione su pacchetti e strumenti.
CentOS Stream 9 è stato rilasciato il 3 dicembre 2021, con il supporto dell'architettura IBM Z.

## Cronologia delle versioni
| Versione                                                               | Data di rilascio | Fine del supporto | Kernel | Architetture                  |
| ---------------------------------------------------------------------- | ---------------- | ----------------- | ------ | ----------------------------- |
| 8                                                                      | 2019-09-24       | 2024-05-31        | 4.18.0 | x86-64, ARM64, ppc64le        |
| 9                                                                      | 2021-12-03       | 2027 (estimated)  | 5.14.0 | x86-64, ARM64, ppc64le, s390x |
| Vecchia versioneVersione precedente ancora supportataVersione corrente |                  |                   |        |                               |